# Hofmark Großhausen

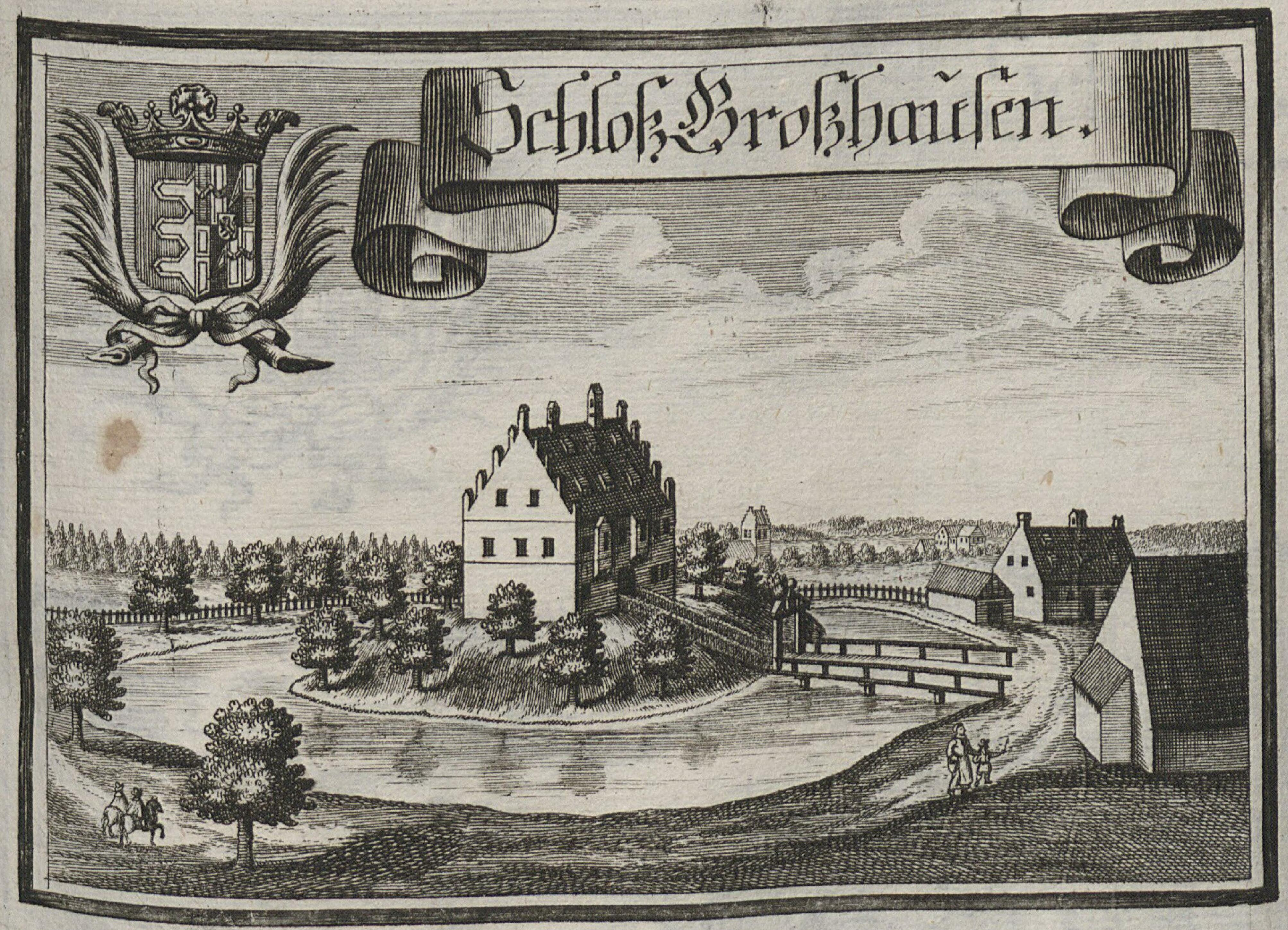
Schloss Großhausen, Sitz der Hofmarksherren (Zeichnung von Michael Wening, 1701)

Die Hofmark Großhausen war eine geschlossene Hofmark des bayerischen Adelsgeschlechts der Sandizeller und später der Haslanger im heutigen Gemeindeteil Großhausen von Kühbach (Landkreis Aichach-Friedberg im bayerischen Regierungsbezirk Schwaben). Sie bestand vom 14. Jahrhundert bis zu ihrer Auflösung im Zuge der bayerischen Verwaltungsreformen Anfang des 19. Jahrhunderts. Sitz der Hofmarksherren war das Schloss Großhausen (mittlerweile abgegangen).

## Geschichte
Die Regensburger Reichsabtei Obermünster hatte seit alters her die Grundherrschaft über Großhausen und die Orte Radersdorf und Oedmühle. Im Jahr 1375 übernahmen die Sandizeller das Dorfgericht. Mit Bewilligung von Herzog Albrecht veräußerten die Sandizeller die Hofmark 1494 an die Haslanger. Diese hielten seit dem 14. Jahrhundert bereits die Grundherrschaft über die benachbarte Hofmark Haslangkreit.
In der Hofmarkskonskription (systematische Erfassung aller Hofmarken in Bayern) von 1752 wird die geschlossene Hofmark Großhausen mit den Orten Radersdorf und Oedmühle als eine von zwei Hofmarken der Haslanger, die mittlerweile in den Grafenstand erhoben wurden, aufgeführt.
1804 erlosch die Familie im Mannesstamm und die Hofmark fiel an die Linie der Hohenkammer. Im Zuge der bayerischen Verwaltungsreformen unter Graf von Montgelas wurde die Hofmark Großhausen dann wenige Zeit später aufgelöst.